# Операция «Орлиный коготь»
Операция «Орлиный коготь» (англ. Eagle Claw) была проведена 24 апреля 1980 года вооружёнными силами США на территории Ирана с целью спасения 53 заложников из посольства США в Тегеране. Операция закончилась полным провалом.

## Предыстория
4 ноября 1979 года члены радикальных студенческих групп захватили в заложники сотрудников американского посольства в Тегеране. В заложниках оказались 66 человек. Действия захватчиков были поддержаны правительством Ирана. Одним из требований захватчиков от США была выдача шаха Мохаммеда Реза Пехлеви для предания его суду. Через две недели после захвата 13 заложников были отпущены, 53 остались в посольстве.
Предпринятые правительством США переговоры не привели к разрешению дипломатического кризиса. Было принято решение о проведении специальной операции по освобождению заложников.

## План

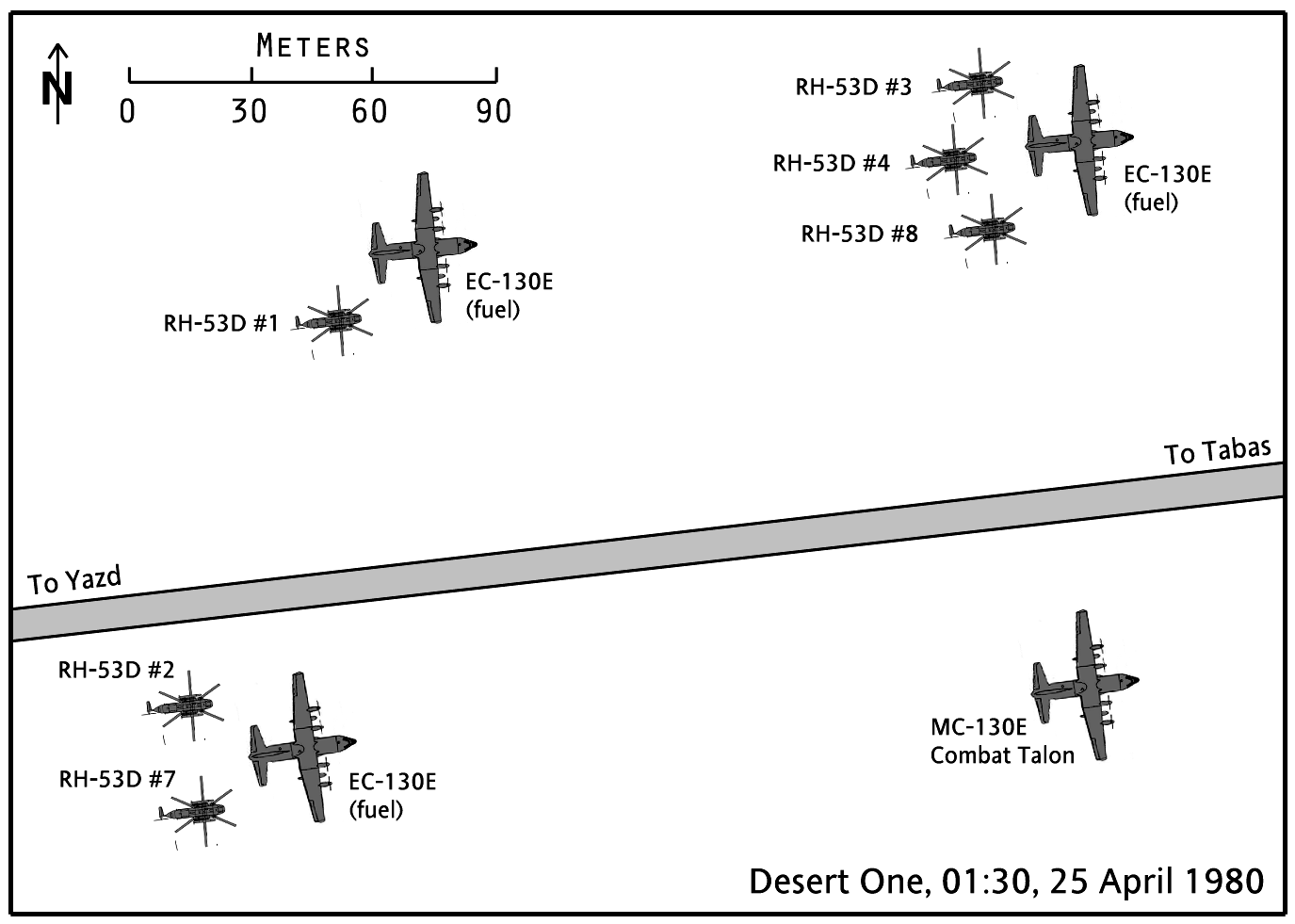
План-эскиз временной базы в пустыне

По плану операции, группа спецназа «Дельта» и вертолёты в сопровождении ударных самолётов и заправщиков должны были приземлиться в пустыне Деште-Кевир в центре страны. В это время другая группа должна была захватить и удерживать заброшенный аэродром неподалёку от Тегерана. На следующий день группа спецназа из пустыни должна была добраться на автомобилях до посольства в Тегеране, уничтожить охрану и сесть вместе с заложниками в подоспевшие вертолёты, которые затем долетели бы до захваченного аэродрома, откуда все участники операции были бы эвакуированы на секретную базу в дружественный США Египет.
Против операции выступил госсекретарь США Вэнс, его позиция не нашла отклика у президента Картера, и Вэнс ушёл в отставку по собственному прошению, которое было принято 28 апреля.

## Ход операции

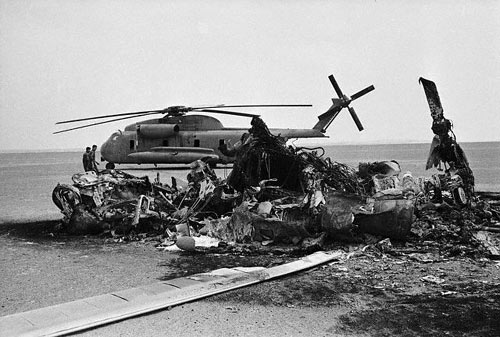
Сгоревший и брошенный американские вертолёты Sikorsky RH-53D Sea Stallion

Провалы в операции последовали с самого начала, в основном из-за непрофессионализма военных, спецназовцев, пыльных бурь и поломок техники. Для удачного выполнения операции было необходимо минимум четыре транспортных вертолёта. Из восьми вылетевших на задание один из-за возможной поломки лопасти рухнул в воду сразу после взлета с авианосца, ещё один заблудился в буре и повернул назад. Только шесть вертолётов достигли первой временной базы (заброшенный британский аэродром) в пустыне.
Выбранное для посадки место оказалось расположенным, вопреки уверениям разведки, рядом с оживлённым шоссе, в результате операция была сразу же демаскирована. Спецназовцы блокировали междугородный автобус с пассажирами и взорвали из ручного ракетного комплекса проезжавший по территории взлетной полосы иранский бензовоз, пассажир которого погиб, а водитель скрылся на попутной машине.
На одном из добравшихся до базы вертолётов обнаружились проблемы с гидравликой. При проведении дозаправки один из вертолётов врезался в самолёт-заправщик, в последующем пожаре погибло восемь членов экипажа и обе машины, после чего было решено отменить операцию и покинуть территорию Ирана. По данным Ирана столкновение было спровоцировано пролетавшим рядом истребителем ВВС Ирана.
В результате в пустыне были брошены все вертолёты (после чего они перешли к иранской армии), тела погибших пилотов и других членов экипажей, вся секретная документация по проведению операции и книги радиокодов. Все выжившие участники операции были эвакуированы на оставшихся самолётах.
Операция завершилась полным провалом.

## Последующие события
К месту брошенной американской техники вылетели истребители ВВС Ирана, они подвергли бомбардировке и атаковали пушечным огнём технику из-за предположений, что техника заминирована. Одновременно с этим к этому месту были отправлены отряды Корпуса стражей исламской революции (КСИР). Приняв прибывших иранцев за «американских лётчиков», иранские истребители F-4 «Фантом» открыли пушечный огонь по ним, убив при этом одного из командующих КСИР. Позже в ходе осмотра вертолётов подорвались на растяжке и погибли ещё два иранских солдата. На этом иранские потери при осмотре брошенной техники не прекратились — иранский боевой вертолёт, вылетевший к этому месту, принял отряд КСИР за «морпехов США» и убил трёх из них.

## Жертвы

### США

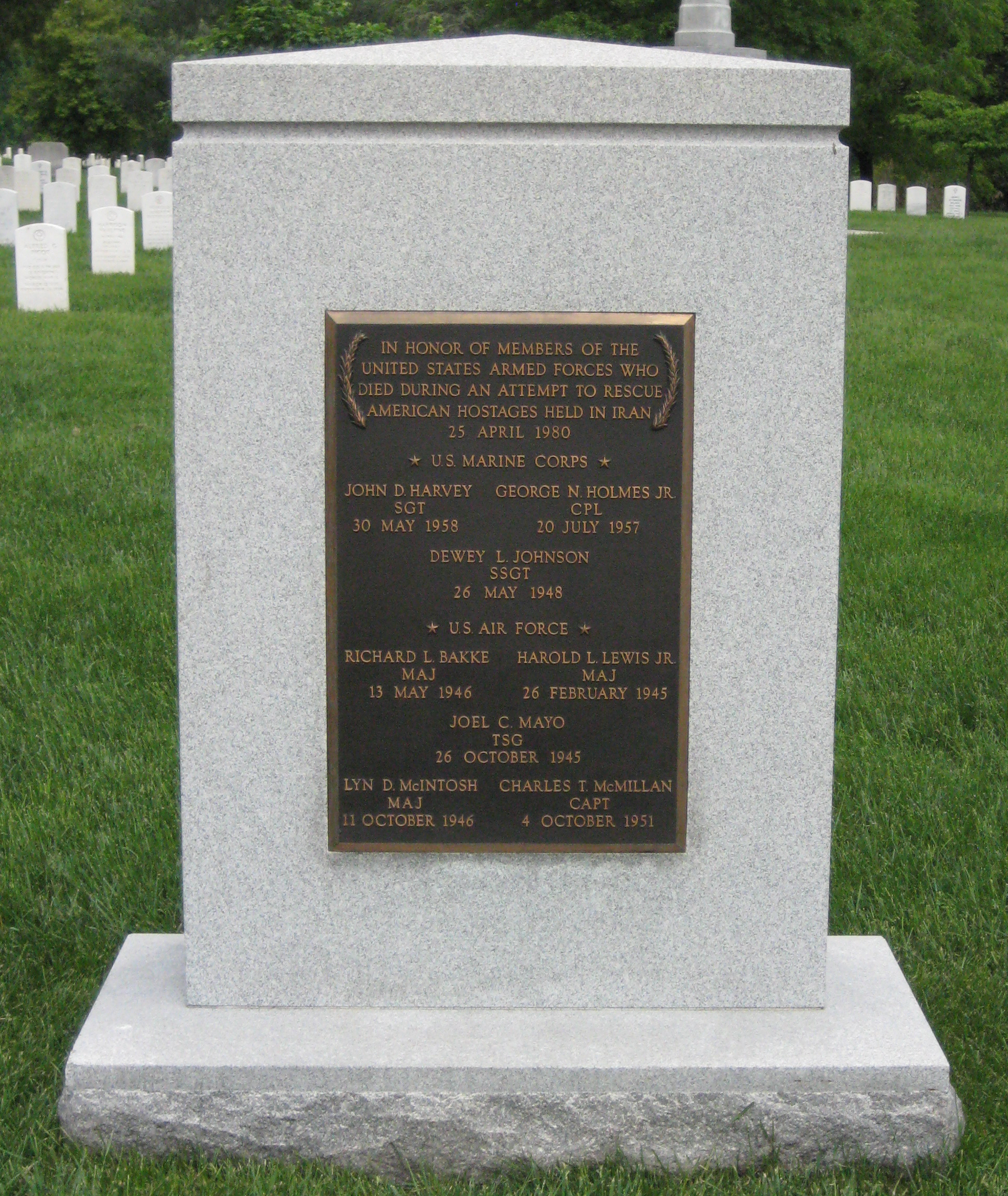
Памятник военнослужащим, погибшим в ходе операции. Арлингтонское национальное кладбище

Военнослужащие ВВС США, экипаж самолёта EC-130:
- майор Гарольд Льюис-мл.
- майор Лин Макинтош
- майор Ричард Бакке
- капитан Чарльз Макмиллиан
- технический сержант Джоэль Майо

Военнослужащие КМП США, экипаж вертолёта RH-53:
- штаб-сержант Дьюи Джонсон
- сержант Джон Харви
- капрал Джордж Холмс

В Тегеран прибыл архиепископ Иларион Капуччи, который 2 мая договорился о доставке тел в Цюрих и передаче их Международному комитету Красного Креста. Позже в тот же день командир 77-й армии Ирана сообщил, что его солдаты нашли тело ещё одного, девятого по счёту погибшего американца. Его тело также отправили в Тегеран. Это событие заставило отсрочить отправку тел в Цюрих. 5 мая Архиепископ Иларион Капуччи в сопровождении посла Швейцарии Эрика Ланга и Святого Отца нунция Аннибале Буньини получили останки тел всех девяти погибших в операции американцев. Отправка была перенесена на 6 мая.

### Иран
С иранской стороны американцами убит один гражданский — пассажир бензовоза. Его личность не установлена. Вдобавок, шесть военнослужащих Ирана погибло во время обследования брошенной техники, из них двое подорвалось на минах и четверо погибло от «дружественного огня».